# 学校法人文理佐藤学園
学校法人文理佐藤学園（がっこうほうじんぶんりさとうがくえん）は、埼玉県にある日本の学校法人。
西武学園文理小学校、西武学園文理中学校・高等学校、西武文理大学、西武学園医学技術専門学校（埼玉校のほか東京校2校）、西武文理大学附属調理師専門学校の全8校を運営する。なお、「西武」という名称がついているが、西武鉄道グループ、セゾングループならびにグループ傘下の学校法人西武学園 (西武鉄道グループ)とこの学園はなんら関係がない。　

## 歴史・概要
1966年に埼玉県所沢市に西武栄養料理学院として創立。
創立者は佐藤英樹・富美子。1974年に「学校法人 西武学園」として文科省・厚生省の認可を受け、翌1975年から西武学園西武調理師専門学校、西武学園医学技術専門学校を開校、文理高等学校を開校した1981年に学校法人名を「文理佐藤学園」に変更する。
その後、文理情報短期大学（のちに西武文理大学）、文理中学校、文理小学校を開校したほか、西武文理山中湖ホテル研修所、ベアーズイノベーションセンターなどを所有する。

## 創立者
佐藤英樹は、1935年山梨県生まれ。東京農業大学農学部卒業。1960年に服部栄養専門学校の栄養化学担当講師となり、1966年に妻の冨美子と西武栄養料理学院を設立する。2009年に長女の仁美に学園長を譲り、理事長となる。2010年に旭日中綬章受章。2022年6月末をもって理事長を退き、名誉理事長となる。7月1日付で安達原文彦が理事長に就任している。

## 不祥事
学園長は2009年より長女の佐藤仁美が務めていたが、海外出張費「約1億1500万円」のうち「約5600万円」を不正支出していたとして2015年11月に懲戒解雇。さらに、学園長の母親である常務理事佐藤富美子を諭旨解雇し、財務部長ら関係者を懲戒処分とした。学園側は今後、同族経営体制を改めると発表した。
その後の調査によって、2012年7月から2015年2月にかけ、法人会計から約1500万円を私的流用し、学園長・小学校長である佐藤仁美が米国でフロリダ州の「ディズニーワールド」やラスベガスのカジノを訪れたり渡米してミュージカルを鑑賞するなどしていたことが判明。理事会は調査委員会を設置して事実関係を確認、今後役職の辞任勧告と流用分の弁済を求める。仁美学園長は、児童の修学旅行に合流して計34日間米国に私的に滞在し、ディズニーワールド、ラスベガスのカジノ、サンフランシスコのヨセミテ国立公園などを訪れ、経費として「約1700万円」を使用したほか、研修先開拓の名目で単身渡米し、23日間で約600万円をかけてミュージカル鑑賞などをしていた。
法人クレジットカードの明細書にはアクセサリー店、宝石店などもあった。学園の法人カードを持っていたのは理事長と学園長だけ。
文部科学省は、文理佐藤学園に「再調査」を指示。県は所管する同小、中学校、高校や専門学校に支出した過去数年分の補助金に不適切支出がなかったか財務書類の確認や担当者からの聞き取りなどを進めた。
その後関東信越国税局の税務調査により、出張の計画書や報告書がなく、業務関連経費とは認められない支払いが他に「1千数百万円」あることが判明。学園の調査委員会が認定した分と合わせて「約7,500万円」は佐藤仁美の個人が負担すべき費用を法人の経費に見せかけていたと認定し、所得税（源泉徴収漏れ）と重加算税合わせ「追徴２千数百万円」を課した。法人は、元理事長に弁済させるとしている。
なお2014年度、埼玉県は文理佐藤学園に「約6億7千万円」の補助金を交付し、国は昨年度、学園に「約1億7千万円」の補助金を交付するなど「計8億4千万円以上」の交付を受けていた。
上田清司埼玉県知事は9月9日、定例記者会見で「県の補助金について、追加調査の結果次第では補助金の減額もあり得る」と話し、9月末に予定していた運営費補助金の交付を保留する意向を示した。上田埼玉県知事は、「補助金は税金であり、一切の不正や個人での使用は許されない」と指摘、「過去の報告では不適切な部分はなかったということだが、本当かどうか念のために調査している」と述べた（産経新聞2015年9月10日）。